# Nemours Jean Baptiste
Nemours Jean Baptiste (2 de febrero de 1918, Haití – † 18 de mayo de 1985) fue un saxofonista y director musical haitiano. Está considerado como uno de los creadores del konpa dirèk, un estilo de música de Haití.

## Biografía
En la década de los 40 y a principio de los años cincuenta, los grupos haitianos de música se ubicaban entre la interpretación de música de big band y la adaptación de ritmos populares latinoamericanos como el bolero, la rumba o el merengue entre otros.
El 26 de julio de 1954, Nemours junto a otros músicos como Webert Sicot, los hermanos Durosseau y Julie Paul fundó el Conjunto Internacional. Este grupo se considera la primera banda de konpa y registró por primera vez la grabación de este ritmo en discos de vinilo en Radio HH3W en 1956. 
En 1958 Nemours introdujo nuevos elementos que enriquecieron la sonoridad del konpa como la guitarra eléctrica, timbales, cencerro y el “floor tom”. Tiempo más tarde y ya sin la colaboración de Sicot cambió el nombre del grupo por el de "Ensemble aux Calebasses De Nemours Jean-Baptiste", nombre relacionado con el club donde se presentó entre 1962 y 1970.